# Paweł Gędłek
Paweł Gędłek (ur. 24 czerwca 1969 w Nowym Targu, zm. 12 września 2004 w Krakowie) – polski aktor.
Odtwórca roli Romusia Borosiuka w telenoweli TVP Plebania (od 2000).

## Życiorys
Urodził się w Nowym Targu, gdzie w swojej rodzinnej parafii Najświętszego Serca Pana Jezusa stawiał pierwsze kroki w przedstawieniach, w tym w spektaklu muzycznym Kolęda-Nocka. W 1993 ukończył Państwową Wyższą Szkołę Teatralną w Krakowie. W latach 1993–1996 pracował w Teatrze Ludowym w Nowej Hucie kierowanym przez Jerzego Fedorowicza, następnie w Teatrze Polskim we Wrocławiu. W latach 1995–2000 prowadził studio teatralne przy Miejskim Ośrodku Kultury w Nowym Targu.
W 1993 zdobył wyróżnienie na XI Festiwalu Szkół Teatralnych w Łodzi za rolę Ojca Laurentego w spektaklu Romeo i Julia Shakespeare’a w reż. Jana Peszka i Ducha Merkurego w przedstawieniu Zdrady miłosne Moliera w reż. Roberta Czechowskiego.
Zmarł w wieku 35 lat po nieudanej operacji przeszczepu serca. Był żonaty, miał dwóch synów – Karola i Franka. Pochowany został na cmentarzu w Nowym Targu.

## Wybrana filmografia
- Legenda Tatr (1994)
- Kamień na kamieniu (1995)
- Opowieść o Józefie Szwejku i jego drodze na front (1996)
- Kroniki domowe (1997)
- Sława i chwała (1997)
- Przygody dobrego wojaka Szwejka (1999)
- Plebania (2000–2004) – Romuś Borosiuk
- Na dobre i na złe (2001) – góral
- Marszałek Piłsudski (2001)
- Tygrysy Europy 2 (2003) – reżyser Sławek Pajkowski
- Cud w Krakowie (2003)
- Wesele (2004) – starszy drużba

Źródło: Filmpolski.pl.